# Burgstall Schleeburg
Der Burgstall Schleeburg bezeichnet eine abgegangene Höhenburg 550 Meter südöstlich der Pfarrkirche St. Georg des niederbayerischen Marktes Arnstorf im Landkreis Rottal-Inn. Die Anlage wird als Bodendenkmal unter der Aktennummer D-2-7442-0029 als „Burgstall des hohen oder späten Mittelalters“ geführt.

## Beschreibung
Der Burgstall liegt ca. 17 m höher als der zum Kollbach entwässernde Steinbach. Auf dem bewaldeten Sporn am Ostteil des Geißbergs liegt hier ein zweiteiliger Burgstall. Das nördliche Kernwerk besteht aus einem steil geböschten Hügel von 12 m Höhe (vom Tal aus), dessen ebenes rundliches Plateau einen Durchmesser von 20 m hat. Nach dem nach Osten stetig ansteigenden Hinterland wird der Burgkegel durch einen bogenförmigen Halsgraben abgetrennt. Dessen äußere Böschung liegt 4 m oberhalb der Grabensohle, zum Burgplateau beträgt die Höhendifferenz 8 m. Auf das mit einem Kreuz gekrönte Plateau führt vom Westen her eine Steintreppe. Auf der Westseite ist auf halber Höhe ein geringfügiger Absatz erkennbar, auf dem südlich eine kleine Kapelle steht. Nach Süden schließt eine Vorburg von etwa 50 m Länge und 40 m Breite an; deren Begrenzung wird im Westen durch einen steil geböschten Hang, im Norden durch die äußere Böschung des Halsgrabens und im Osten sowie Süden durch einen weiteren Halsgraben gebildet, dessen Sohle über der des Hauptgrabens liegt. Auf der Nordost-Ecke, der Nordwest-Ecke und der Nordseite sind Reste eines Randwalls erkennbar.